# 战姓
战姓是中文姓氏之一。在1982年人口姓氏排名217名。战国时滕国有名毕战者，为滕文公管井田，其后以其名为氏，故而名戰。

## 分佈
中華伏羲文化研究會華夏姓氏源流研究中心通過對「全中國13.3億人口的姓氏數據庫（2008－2010）」的綜合分析，發佈當今中國最新版「百家姓」排行榜。人口分佈第一大省在山東，受清末闖關東影響，戰姓在東北地區也有分布。

## 名人
- 战兢：东汉人，为谏议大夫
- 战贻庆：五代时人，进士
- 戰滌塵：黑龍江木蘭人。清末民初政治人物
- 戰慶輝：山東萊陽人。民國37年（1948年）當選第一屆立法委員
- 战同胜：山东长岛人，計算機教授
- 戰鷹：河北保定人，圍棋棋手、網絡主播